# POL-34
POL-34 była szerokopasmową siecią naukową łączącą polskie miejskie sieci komputerowe. Została stworzona aby zapewnić szybką komunikację między jednostkami naukowymi w Polsce.

## Powstanie
Impulsem do zbudowania tej infrastruktury był eksperyment zaprezentowany przez ATM S.A. i PCSS podczas targów INFOSYTEM 97 w Poznaniu. W środowisku telekomunikacyjnym SDH 622 Mb/s została zbudowana rozległa sieć ATM 34 Mb/s łącząca Poznań, Gdańsk i Łódź. Łącza te należały do operatora TEL-ENERGO (obecnie Exatel). Za zbudowanie warstwy ATM odpowiadała firma ATM S.A. Operatorem nadzorującym działanie sieci zostało Poznańskie Centrum Superkomputerowo Sieciowe.

## Uczestnicy
Pod koniec 2000 roku do sieci były podłączone następujące jednostki: 
- TASK (MAN w Gdańsku)
- Cyfronet (MAN w Krakowie)
- LODMAN (MAN w Łodzi)
- POZMAN (MAN w Poznaniu)
- RSK Śląsk (Obecnie sieć ŚASK)
- BIAMAN (MAN w Białymstoku)
- WCSS (MAN we Wrocławiu)
- ZielMAN (MAN w Zielonej Górze)
- OLMAN (MAN w Olsztynie)
- ICM w Warszawie
- BYDMAN (MAN w Bydgoszczy)
- CzestMAN (MAN w Częstochowie)
- TORMAN (MAN w Toruniu)
- LubMAN (MAN w Lublinie)
- RMSK (MAN w Rzeszowie)
- AMSK (MAN w Szczecinie)
- NASK

## Rozwój
W trakcie początkowego okresu korzystania z sieci prowadzone były różne eksperymenty z nowymi aplikacjami, które mogły znaleźć zastosowanie w MAN-ach w nowej sytuacji. Od samego początku uczestnicy projektu dążyli do stworzenia własnej infrastruktury, by uniezależnić się od komercyjnych operatorów. 
Z czasem prędkość połączeń wzrosła do 155 Mb/s i sieć uzyskała nazwę POL-34/155. Stale rozbudowywana infrastruktura i połączenia międzynarodowe umożliwiły w marcu 1999 podłączenie sieci POL-34/155 do europejskiej naukowej sieci TEN-155. Już wtedy pojawiły się śmiałe plany rozszerzenia przepustowości polskiej sieci do rzędu kilku Gb/s i pierwsze dyskusje na temat projektu PIONIER. Później przepustowość niektórych połączeń wzrosła do 622 Mb/s i sieć po raz kolejny zmieniła nazwę, tym razem na POL-34/622. Były to ostatnie zwiększenia przepustowości, gdyż od listopada 2001 trwała budowa sieci PIONIER. 
W związku z zakończeniem pierwszych etapów jej budowy i zakończeniu testów, 1 stycznia 2004 sieć POL-34/622 zakończyła swoje działanie, a jej rolę przejęła sieć PIONIER.